# Gérald Bastard
Pour les personnes ayant le même patronyme, voir Bastard.
Gérald Bastard est un physicien français né le 3 avril 1950 à Paris.

## Biographie
Il est directeur de recherche CNRS au Département de Physique, Laboratoire Pierre Aigrain, de l'ENS Rue d'Ulm.
Il est reconnu pour ses travaux sur l'hétérojonction des semiconducteurs. Il a ainsi reçu le prix Louis Ancel en 1987 et le prix de l'International Symposium on Compound Semiconductors Quantum Device en 2000 conjointement avec Emilio E. Mendez.